# 洪瑞憲
洪 瑞憲（ホン・スホン、朝鮮語: 홍서헌、1945年12月31日 - ）は、朝鮮民主主義人民共和国の政治家。金策工業総合大学総長、朝鮮労働党中央委員会委員、最高人民会議予算委員会委員、朝鮮ロシア友好議員団委員長。朝中親善議員団委員長などを歴任。

## 経歴
1945年にソ連統治下の平安南道で生まれた。金策工業総合大学卒業。1997年4月に金策工業総合大学総長に就任した。1998年に最高人民会議第10期代議員に選出され、予算委員会委員に選出された。1999年3月に朝鮮ロシア友好議員団委員長、8月に祖国統一汎民族連合北側本部中央委員会委員に就任した。2000年に朝中親善議員団委員長、2004年に6.15南北共同宣言実践北側委員会委員に就任した。2010年9月に開催された朝鮮労働党第3回党代表者会で、朝鮮労働党中央委員会委員候補に選出された。2016年5月9日に開催された朝鮮労働党第7次大会で党中央委員会委員に選出された。2018年9月9日に訪朝した、ワレンチナ・マトヴィエンコロシア上院議長と会談し、10月29日にはロシアを訪問した。2019年3月10日に開催された最高人民会議第14期代議員選挙で第10号選挙区に立候補し、金正恩委員長から投票された。

## 参考サイト
북한정보포털